# Prečec
Prečec je naseljeno mjesto u Republici Hrvatskoj u Zagrebačkoj županiji. 

## Povijest
Selo se prvi put spominje oko 1600. godine kada je diobom došlo pod vlast zagrebačkoga biskupa. U 18. stoljeću biskup Galjuf ondje je imao svoj dvor. Današnja kasnobarokna kurija građena je 1785. godine, kao sjedište biskupskoga majura. Prizemlje i kat zgrade nadsvođeni su bačvastim svodovima. Ondje je godine 1846. osnovano Hrvatsko-slavonsko šumarsko društvo, koje je predhodnik današnjem Hrvatskom šumarskom savezu.  Prije i nakon 2. svjetskog rata ondje je bila seoska škola a zatim je općina uselila razne socijalne obitelji. Nakon odlaska posljednjih stanara sredinom 90-ih zgrada je prepuštena propadanju i devastaciji. U blizini su ostaci nekada uzornog parka i drvoreda jablanova a duga zidana staja i vodotoranj zapadnije od kurije, potječu iz kraja 19. stoljeća. U selu je kapelica Sv. Florijana iz 1907. godine i nekoliko vrijednih objekata seoske tradicijske arhitekture.

## Zemljopis
Administrativno je u sastavu općine Brckovljani. Naselje se proteže na površini od 9,47 km².

## Stanovništvo
Prema popisu stanovništva iz 2011. godine u Prečcu živi 220 stanovnika. Gustoća naseljenosti iznosi 23,23 st.
/km².
| broj stanovnika | 272   | 290   | 285   | 326   | 296   | 399   | 318   | 264   | 248   | 261   | 309   | 288   | 259   | 209   | 224   | 220   | 169   |
|                 | 1857. | 1869. | 1880. | 1890. | 1900. | 1910. | 1921. | 1931. | 1948. | 1953. | 1961. | 1971. | 1981. | 1991. | 2001. | 2011. | 2021. |

## Znamenitosti
- Kurija zagrebačkog biskupa Josipa pl. Galjufa, zaštićeno kulturno dobro
- Tradicijska okućnica, zaštićeno kulturno dobro